# Plaza Carso
Plaza Carso es un extenso desarrollo de uso mixto en el área de Nuevo Polanco en Miguel Hidalgo, Ciudad de México, respaldado por el multimillonario Carlos Slim. El costo total del complejo se cotiza entre 800 y 1 400 millones de dólares. Este afirma ser el mayor desarrollo de uso mixto en América Latina. Fue construido en el sitio de una antigua fábrica de vidrio Vitro.
El complejo incluye los siguientes componentes: 
- Museo Soumaya, propiedad de la Fundación Carlos Slim. El museo contiene la extensa colección de arte, reliquias religiosas, documentos históricos y monedas de Slim.[7] Cuenta con obras de muchos de los artistas europeos más conocidos del siglo XV al XX, incluida una gran colección de esculturas de Auguste Rodin. El edificio es una brillante estructura plateada similar a una nube que recuerda a una escultura de Rodin.[7]
- Museo Jumex, inaugurado en noviembre de 2013, para albergar parte de la Colección Jumex, la colección de arte contemporáneo de la Fundación Jumex.
- El centro comercial Plaza Carso, con 7 660 metros cuadrados de extensión, la segunda tienda de Saks Fifth Avenue que abrió en México.[8] Junto con el atrio esta sección mide 48,090 metros cuadrados.[9]Cuenta también con un supermercado de lujo City Market, el cual tiene una superficie de 2,759 metros cuadrados.[10]
- Teatro Telcel
- Torres residenciales: Torre Dalí, Torre Monet y Torre Rodin[5]
- Torres de oficinas,[11] dos de 23 pisos cada una, y una de 20 pisos. Los tres edificios están unidos en los 3 niveles inferiores por un atrio y el centro comercial.[9]
  - Torre Telcel - la sede de América Móvil está aquí[12]
  - Torre Falcón
  - Torre Zúrich
- Un garaje subterráneo de 6 niveles[9]

## Galería

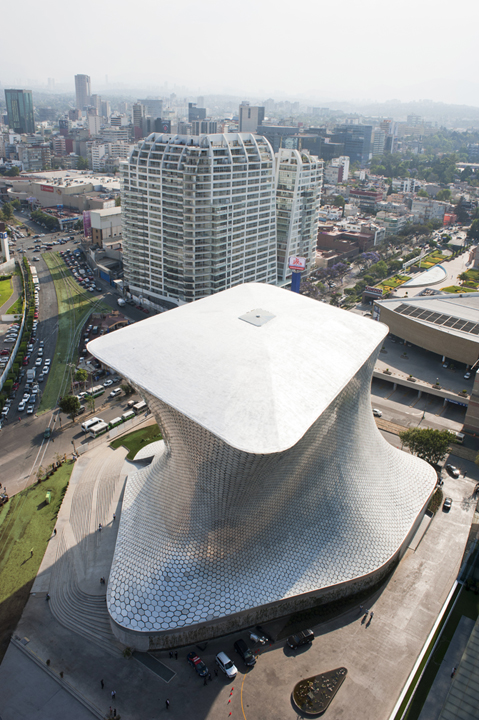
El Museo Soumaya.